# Duncan Stewart
Duncan Stewart (Grantown-on-Spey, 24 mei 1984) is een voormalig golfprofessional  uit Schotland.

## Professional
Duncan Stewart werd in 2007 professional en speelde aanvankelijk op de PGA EuroPro Tour waar hij drie toernooioverwinningen behaalde. 
In 2011 en 2012 speelde hij tevens op de nieuwe Gecko Pro Tour, een serie van zeven toernooien die tijdens de wintermaanden in Spanje wordt gespeeld.  Eind 2012 eindigde hij tweede in de order of merit van de PGA EuroPro Tour, zodat hij in 2013 mocht spelen op de Challenge Tour. In zijn eerste seizoen op de Challenge Tour eindigde hij op de 20e plaats, zodat hij in 2014 10 toernooien mocht spelen op de Europese PGA Tour. Na twee seizoenen op de Challenge Tour met in 2016 winst op de Challenge de Madrid en een 10e plaats in de order of merit van de Challenge Tour eind 2016 mocht hij in 2017 spelen op de Europese PGA Tour. Nadat hij het seizoen 2019 beëindigd had op de Challenge Tour kondigde Stewart in december 2019 zijn afscheid als professioneel golfer aan.

### Overwinningen
| Jaar | Toernooi                      | Tour             |
| ---- | ----------------------------- | ---------------- |
| 2011 | ABC Solutions UK Championship | PGA EuroPro Tour |
| 2012 | Sweetspot Classic             | PGA EuroPro Tour |
| 2012 | Sweetspot Masters             | PGA EuroPro Tour |
| 2016 | Challenge de Madrid           | Challenge Tour   |